# Naomi Wolf

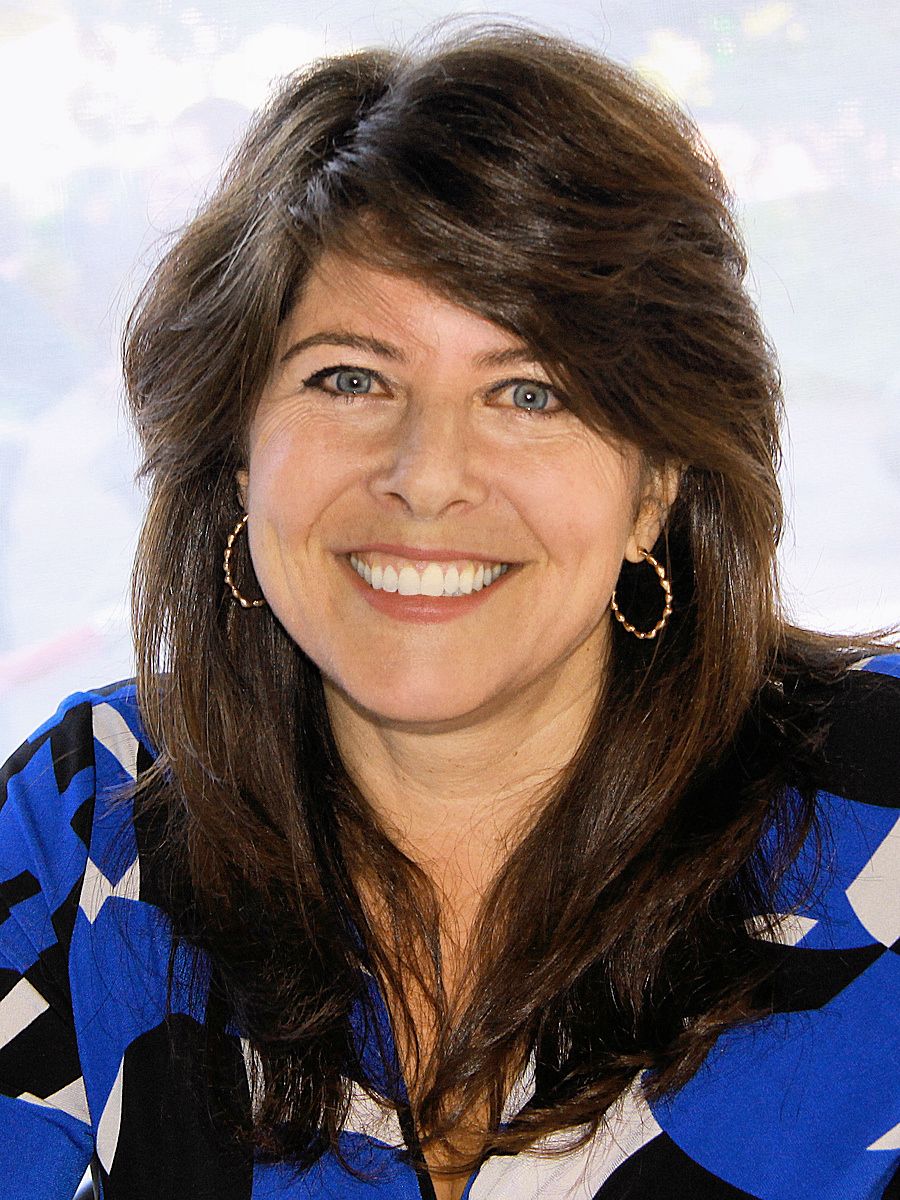
Naomi Wolf (2012)

Naomi Wolf (* 12. November 1962 in San Francisco, Kalifornien) ist eine US-amerikanische Autorin, politische Aktivistin und Verschwörungstheoretikerin.

## Biographisches
Wolf studierte englische Literatur an der Yale University und arbeitete als Rhodes-Stipendiatin an der University of Oxford. Sie ist Tochter der Anthropologin Deborah Goleman Wolf und des rumänisch-US-amerikanischen Schriftstellers Leonard Wolf. Sie war bis 2005 mit David Shipley, einem Journalisten und Mitarbeiter Bill Clintons, verheiratet. Mit ihm hat sie zwei Kinder. Seit 2018 ist die praktizierende Jüdin mit dem Privatdetektiv Brian O’Shea verheiratet.

## „Der Mythos Schönheit“
Ihr 1990 veröffentlichtes Buch Der Mythos Schönheit gilt als feministischer Klassiker. In dem Buch argumentiert Wolf, dass „Schönheit“ als normativer Wert sozial konstruiert werde und dass das Patriarchat den Inhalt dieses Konstrukts bestimme, um die Unterordnung von Frauen beizubehalten. Sie analysiert ferner, dass der Einfluss von Massenmedien und Werbung trotz der gestiegenen sozialen Macht von Frauen auf diese Druck ausübe, unrealistischen Standards von „physischer Schönheit“ gerecht zu werden. Dieser Druck führe zu ungesundem Verhalten von Frauen wie beispielsweise Magersucht und Bulimie. Außerdem wirke der Druck auf die Fähigkeit von Frauen, in der Gesellschaft effektiv und akzeptiert zu sein.

## „Wie zerstört man eine Demokratie“
In Wie zerstört man eine Demokratie (The End of America: A Letter of Warning to a Young Patriot) beschreibt Naomi Wolf 2007 die Strategien, mit denen totalitäre Bewegungen bisher weltweit nach der Macht gegriffen haben, und kritisiert den Verfall der demokratischen Institutionen in den Vereinigten Staaten. Das Buch diente als Vorlage zu dem 78-minütigen Dokumentarfilm The End of America von Annie Sundberg und Ricki Stern.
In einer historischen Rückschau untersucht Naomi Wolf den Aufstieg des Totalitarismus und umreißt die zehn Schritte, die eine totalitäre Gruppe (oder Regierung) geht, um den demokratischen Charakter eines Nationalstaats zu zerstören und die Freiheitsrechte zu untergraben, die seine Bürger bis dahin ausgeübt haben:
- Ausrufen eines furchterregenden inneren und äußeren Feindes
- Einrichten von Geheimgefängnissen, in denen gefoltert wird
- Entwickeln einer Schlägerkaste oder paramilitärischen Organisation ohne Rechenschaftspflicht gegenüber den Bürgern
- Aufbau eines inneren Überwachungsapparats
- Schikanen gegen Bürgergruppen
- Willkürliche Festnahmen und Entlassungen
- Schlüsselpersonen verfolgen
- Die Presse überwachen
- Alle politischen Dissidenten als Landesverräter behandeln
- Die Herrschaft des Rechts außer Kraft setzen

Die Fortsetzung Give Me Liberty: A Handbook for American Revolutionaries untersucht, wie sich US-Amerikaner in ihrer Geschichte gegen antidemokratische Kräfte im Inneren zur Wehr setzten.

## „Vagina“
Im Jahr 2012, nachdem bei der 46-jährigen Autorin 2008 ein Bandscheibenleiden diagnostiziert worden war und sie sich einer orthopädischen Operation unterzogen hatte, publizierte Wolf ihre Monografie über die Scheide. In ihrer Arbeit untersucht sie Zusammenhänge von weiblichen Geschlechtsorganen und Gesamtorganismus sowie den Bezug zu gesellschaftlichen oder ärztlichen Einschätzungen der Frau insgesamt und bringt dabei auch ihre eigenen Erfahrung aus Tantra-Gruppen mit ein. Als Voraussetzung für weibliche Kreativität und Glück sieht Wolf ein glückliches Sexualleben. Die New York Times urteilte 2012 in einer Rezension über das Buch: „Wolfs zerstreuter neuer Wälzer will dieser Aufschrei sein, aber stattdessen liefert er eine Blaupause, ein wertvolles Negativbeispiel, für das wichtige Buch, das eines Tages geschrieben werden wird.“ (Wolf’s scattered new tome wants to be that scream, but instead it provides a blueprint, a valuable negative example, for the important book that will be written one day.)

## Recherchefehler
In ihrem ersten Buch Der Mythos Schönheit behauptete Wolf, dass in den USA pro Jahr 150.000 Frauen an Magersucht stürben. Christina Hoff Sommers ging der Quelle nach und fand, dass leiden gemeint war. Die Zahl der Todes-Opfer beträgt 100–400 Opfer. In neueren Auflagen des Buches ist sie korrigiert. Eine weitere Untersuchung befand, dass von den 23 Statistiken in ihrem Buch 18 falsch seien.
Wolf veröffentlichte 2019 das Buch Outrages: Sex, Censorship, and the Criminalization of Love. Im Buch behauptete die Autorin, dass Dutzende Männer wegen homosexueller Betätigung im England des 19. Jahrhunderts hingerichtet worden seien. Sie wollte zugleich belegen, dass die gesetzliche Diskriminierung Homosexueller schon in den 1850er Jahren eingesetzt habe, statt wie in der Forschung angenommen, erst rund 30 Jahre später. In einem Radio-Interview mit BBC-Journalisten Matthew Sweet machte dieser sie darauf aufmerksam, dass sie die Gerichtssprache in den von ihr zitierten Quellen missverstanden habe und dass keiner der Verurteilten tatsächlich hingerichtet worden sei. Ebenso sei es in den Gerichtshandlungen nicht um freiwilligen Geschlechtsverkehr zwischen Männern, sondern um Pädophilie und Sodomie gegangen.

## Verschwörungstheorien
Wolf behauptete im Februar 2021 in der Sendung Tucker Carlson Tonight auf Fox News, dass die Maßnahmen zur Bekämpfung der Corona-Pandemie in den USA genutzt würden, um einen totalitären Staat zu etablieren.
Gegenüber Sky News Australia erklärte sie im März 2021, dass die Lockdown-Maßnahmen eine Erfindung des chinesischen Staatspräsident Xi Jinping seien. Sämtliche Menschenrechte würden verletzt, die Australier würden ständig und psychisch gefoltert.
Im April 2021 unterstellte Wolf Anthony Fauci, dass er nicht „für uns“ arbeite, sondern dass seine Loyalität Israel gelte; so habe er von Israel 1 Mio. US-Dollar erhalten. Das bezog sich auf die Auszeichnung mit dem Dan-David-Preis, den Fauci 2021 für seine Beiträge zur HIV-Forschung, als Architekt des Notfallplans des US-Präsidenten für die AIDS-Hilfe, als Leiter des National Institute of Allergy and Infectious Diseases, sein Vorantreiben neuartiger Ansätze wie mRNA-Impfstoffe und für die „mutige Verteidigung der Wissenschaft angesichts nicht informierter Opposition“ während der Covid-19-Pandemie erhalten hatte. Der Preis wird jedoch nicht vom israelischen Staat oder seiner Regierung, sondern von einer mit der Universität Tel Aviv verbundenen Stiftung verliehen. Bereits zwei Jahre zuvor hatte Wolf Israel scharf kritisiert. Auf die Frage „Welche Nation ist die größte Bedrohung für den Frieden in der Welt?“ antwortete sie auf Twitter „Wo ist Israel?“ Auf Twitter wurde sie im Juni 2021 gesperrt.
In einem Radio-Interview mit Eric Metaxas im April 2021 beschuldigte sie Bill Gates, das Weltwirtschaftsforum und China einen „Bio-Sicherheitsstaat“ (bio-security state) errichten und damit die Freiheiten aufheben zu wollen. So nehme etwa die Zensur konservativer Stimmen „exponentiell“ zu, was sie unter anderem mit der SARS-CoV-2-Impfkampagne von Joe Biden, den Interessen der Bill & Melinda Gates Foundation und deren Finanzierung vieler Medien und des Bildungssektors in Verbindung brachte: Die CDC, die New York Times und Guardian machten, was Bill Gates wolle. Die Bill-und-Melinda-Gates-Stiftung kaufe „im Grunde politische Entscheidungsträger auf der ganzen Welt“. Sie wollten „die Umwelt kolonisieren, sie wollen den menschlichen Körper als Geschäftsmodell kolonisieren“. Letztlich seien Bill Gates und seinesgleichen „Asperger-Psychopathen mit zu viel Macht, umgeben von Kommunisten, die unmenschliches, anti-individualistisches Denken perfektioniert haben, und Silicon Valley-Typen, die Milliarden von Dollar damit verdienen und die auch nicht an die Menschenrechte und Freiheiten denken“.
In einem Fernsehinterview bei GB News im Oktober 2022 behauptete Wolf, die Einführung der SARS-CoV-2-Impfstoffe sei ein vorsätzliches Verbrechen und komme einem „Massenmord“ gleich. Die [US]-Regierung setze „Biowaffen“ ein, um die Bevölkerung zu sterilisieren. Weiter führte sie aus:  „Es waren die Ärzte im vornazistischen Deutschland in den frühen dreißiger Jahren, die von den Nationalsozialisten vereinnahmt wurden und genau das tun sollten, was wir jetzt wieder erleben“ (It was the doctors in pre-Nazi Germany in the early thirties who were co-opted by the National Socialists and sent to do exactly what we're seeing kind of replaying now).

## Veröffentlichungen (Auswahl)
- Der Mythos Schönheit. Rowohlt, 1991.
- Die Stärke der Frauen: Gegen den falsch verstandenen Feminismus. Droemer Knaur, 1993.
- Vom Ende der Unschuld oder Das sexuelle Drama, eine Frau zu werden. Rowohlt, 1999.
- Wie zerstört man eine Demokratie: Das 10-Punkte-Programm. Riemann, 2008. (englisch: The End of America.)
- Give Me Liberty: A Handbook for American Revolutionaries. 2008.
- Vagina. A new biography. Virago Press, London 2012. ISBN 978-1-84408-688-7.[20](dt.)Vagina. Eine Geschichte der Weiblichkeit. Rowohlt, Reinbek 2013, ISBN 978-3-498-07375-6.[21]
- The Bodies of Others: The New Authoritarians, Covid-19 and the War Against the Human. All Seasons Press. ISBN 978-1-7374785-6-0. Dt: Im Grunde böse: COVID-19, die neuen Machteliten und ihr Krieg gegen die Menschlichkeit., Rottenburg 2022. ISBN 3-86445-903-6